# Yorick
Yorick è un personaggio letterario della tragedia Amleto di William Shakespeare. Il suo nome viene fatto per la prima volta nella prima scena del quinto atto.

## Sinossi
Nella rappresentazione egli è, o meglio era (essendo rappresentato nell'Amleto come morto da tempo), un buffone di corte. È inserito come memento mori o, icasticamente, come vanitas. Non vengono date notizie biografiche su di lui, ma secondo alcuni è un personaggio ricollegabile all'infanzia di Amleto.
Nell'immaginario popolare il celebre soliloquio di Amleto "essere o non essere" viene spesso confuso con quello in cui egli scopre il teschio di Yorick. Questa confusione ha dato origine alle varie rappresentazioni di Amleto che pronuncia «essere o non essere» mentre regge in mano un teschio.

## Influenze culturali
"Yorick" è lo pseudonimo utilizzato dallo scrittore inglese Laurence Sterne.
"Yorick figlio di Yorick" è lo pseudonimo dello scrittore e patriota italiano Pietro Coccoluto Ferrigni.